# 動物の運命
『動物の運命』（どうぶつのうんめい、ドイツ語: Tierschicksale）は1913年にフランツ・マルクが油絵具でカンバスに描いた絵画である。本作は動物を描いた他のマルク作品とは対照的に、題材を平和的にではなく残忍に描いている。マルクが強い親近感を寄せた相手がどの動物だったのかは謎のままだが、少年時代の愛犬にさかのぼれば予想できる:226。本作は今なおマルクの最も名高い作品であり、マルクがカンディンスキーと共に設立した「青騎士」グループの典型例となっている。現在はスイスのバーゼル市立美術館所蔵となっている。
作品の最終部分1/3（右側）は、マルクの死後1916年の倉庫の火災により損傷を受けたが、後にマルクの親友の一人であったパウル・クレーにより補修されている。クレーは古い写真を用いて絵画の補修を行なった。茶色っぽい色合いを加えて、残りの部分とは明らかな変化を生み出している。研究者は、クレーが茶系で塗ると決断したことを未だ究明できていない。この問題に多くの説が提出されてきたが、どれ一つとして立証されてはこなかった。

## 題名と題材
英語名では「動物の宿命 (Fate of the Animals)」であるが、原題を直訳するとAnimal Destiniesである。「動物の運命」という題名は、パウル・クレーにによって提案されたものと信じられてきた。アウグスト・マッケ宛ての手紙の中でマルクは、本作をもっと長い名前で呼んでいる。それは「樹木は年輪を、動物は血管を晒す (Die Bäume zeigten ihre Ringe, die Tiere ihre Adern)」というものだった。このことは、一目瞭然の木の年輪や、緑色の馬の体表に出た血管からも明らかである。カンバスの背面には、「生けとし生けるもの、燃えさかり、苦しむ」または「生けとし生けるもの業火と苦しむ」と訳しうる書き込みがなされている。
「動物の運命」という題名は、絵に描かれた混沌とした場面からの連想である。画面全体にちりばめられた動物たちは、いわば世界滅亡後と呼ぶべき場面に置かれている。情景は明らかにあちこち焼き尽くされた森を描き出している。作品は、画面中央に1頭の青いシカ、その左手に2頭のイノシシ、イノシシの上には2頭のウマ、右側に4匹のよく分からない姿が描かれている。正体不明の動物は、シカ・キツネ・オオカミのいずれかと信じられている。研究者は、似たような彩色や身体的特徴のある動物が描かれた先行作に基づいて、シカだろうと確信している:270。
本作は、マルクがドイツで活動中に経験した第1次世界大戦に対する予感であった。描かれたときの動物たちの生命の過酷さは、来たるべき戦争が世界の人類に対してどんなことをしでかすことになるのかを映し出している。

## 技法
本作には対角線しか含まれていない。作品全体における水平線や垂線の欠如は、深みのある色調と相まって、緊張感を引き起こしている。さらにこの緊張感こそが、混沌や動物の生命の危機を際立たせるのである。対角線は、以下の3つの原初的な方法で強調されている。すなわち、構図の配置、動物たちの傾いた姿勢、「対角線と調和のとれた動物たちの配列」である:226。対角線は、火の粉が画面に飛び散る動きによって説明をつけやすくしている。
マルクの絵画は、特定の物事を表す色彩というテーマが反復する:969。青は男性であり、その内に秘めた厳粛さや精神性を表すものだ。黄は女性を表しており、女性の官能的で温和しい側面を表象するものだ。赤はモノを表し、物質の持つ重量感や野蛮さを表すものだ。フランツ・マルクは本作においてこのような色彩を駆使し、色彩という終わりなきテーマを敷衍する。中央の青いシカは、精神性にふんだんに恵まれた男性である。この青いシカを、その色味と上向きの姿勢によって犠牲者を示していると確信する研究者もいる:270。

## 説明
大混乱に陥った数々の動物たちによって森の火災が描かれている。場面は左上の角に始まり、3つの大きな火花が出現している。これらの火花の出所は定かでなく、さらに火の手を上げて動物たちのほとんどに襲いかかろうとしている。ウマの足下には多くの斜線が赤く描かれている。これらはウマの足下で地面に着火した最初の炎なのである。左手のウマは断末魔の表情を浮かべ、叫んでいる。右手のウマは来たるべき死という宿命に対してより受容的であり、火の手から顔を背けている。
次なる火の手は、青いシカの首を右手に横切る小麦色の斜線である。火の粉はシカから逸れて、左手下に描かれているイノシシへと向かって行く。イノシシは自明の焼死を受け入れようとしている。イノシシは直撃する火の手から顔を背けているが、2頭とも悲しげな顔をしている。
最後の大きな火の手は、青いシカの向こう側にある巨大な赤い対角線である。この炎もまた鹿から逸れて、シカの陰に着地して発火しようとしている。画面上手中央から下手右へと通り抜ける巨大な傾いた主線は、樹木である。木が倒れ込むとシカは頭を上げて劇的なポーズをとる。動物たちはまたしても宿命から逃れられないのだ。
右手の4匹の動物は、何の危害も被らなかった唯一の動物である。襲いかかる火の手もなければ直撃する倒木もない。壊滅的な森林被害から救われた唯一の動物としてなぜこの4匹が選ばれたのかは、定かでない:271。

## 動物の描写
色の反復するテーマと並んで、マルクは動物の描き方にも反復性があった。シカはマルクにとって聖なる動物だった。シカを描くとき、たいていの動物と同じように、いつもは非常に平和的な筆致で描いている。『馬の群れⅣ（赤い馬）』『黄色い牛』『雪景色の犬』といった作品は平和な場面の中で描かれている。『動物の運命』はいつもの動物の描き方とは違っている。作者は愛すべき動物たちを破滅の場面に置いているからである。
マルクの作品全体で首尾一貫性がない唯一の動物がウマである。ウマは神聖さから、憧れ・人間くささ・それらの中間にいたるまで、定まるところがない:34。こういうわけで、本作で流血している唯一の動物がウマなのである。